# HMS Iggö (M60)
HMS Iggö (M60) var en minsvepare i svenska flottan av Arkö-klass. Fartyget såldes 1989 och skänktes sedan till Kalmars sjöbefälsskola. Under 1993 användes fartyget för träning på brand- och sjöräddning vid en övning utanför Ystad och brann då upp. Ystads nya hamnbassäng har resterna av fartyget som utfyllnad.